# Хлопків
Хло́пків (раніше також хутір Хлопківський, Хлопки) — село в Україні, в Баришівській селищній громаді Броварського району Київської області. Населення становить 40 осіб.
До 1940-х років на мапах позначалось як хутір.

## Історія
За описом Київського намісництва 1781 року хутір Хлопківський належав до Баришівської сотні Переяславського полку. На той час у ньому налічувалось 2 хати.
Зі скасуванням козацького полкового устрою, хутір перейшов до складу Остерського повіту Київського намісництва. За описом 1787 року на хуторі налічувалось 10 душ, був у власності надвірного радника Семена Сулими.
Було приписане до Благовещінської церкві у Баришівці
Від початку XIX ст. хутір вже у складі Переяславського повіту Полтавської губернії.
Є на мапі 1812 року як хутір Хлопківський

## Населення
1910 року - хутір Баришівської волості Переяславського повіту Полтавської губернії, 11 господарств, 57 мешканців.
Станом на 1923 рік у хуторі Хлопків Баришівського району Київського округу проживало 81 особа.
Згідно з переписом УРСР 1989 року чисельність наявного населення села становила 53 особи, з яких 24 чоловіки та 29 жінок.
За переписом населення України 2001 року в селі мешкало 40 осіб.

### Мова
Розподіл населення за рідною мовою за даними перепису 2001 року:
| Мова       | Відсоток |
| ---------- | -------- |
| українська | 97,50 %  |
| російська  | 2,50 %   |